# Kleine Segelflossenbarbe
Die Kleine Segelflossenbarbe (Oreichthys parvus, Syn.: Puntius roloffi) oder Roloffs Zwergbarbe ist ein kleiner Süßwasserfisch aus der Familie der Karpfenfische (Cyprinidae). Die Art kommt auf der Malaiischen Halbinsel in Südthailand und im Norden Malaysias sowie im Stromgebiet des Mekong in Laos und Thailand vor.

## Merkmale
Die Kleine Segelflossenbarbe hat eine barbentypische Gestalt, ist leicht hochrückig und wird drei Zentimeter lang. Der Kopf ist mit zahlreichen auffälligen Porenreihen versehen. Die Seitenlinie ist kurz und erstreckt sich nur über 4 bis 6 mit Poren versehener Schuppen. Die Pharyngealzähne stehen in drei Reihen, alle sind an der Spitze leicht erhöht. Barteln fehlen.
- Schuppenformel: mLR 18-20+2, SL 4-6.
- Flossenformel: Dorsale: 3/8; Anale: 3/5, Pectorale: 13, Ventrale: 1/8.

Kopf und Körper sind silbrig oft goldglänzend gefärbt, die Oberseite ist grüngrau. Die Schuppen auf dem Rücken und an den Körperseiten sind an ihrer Basis dunkel gefärbt, was zu einer netzartigen, dunklen Musterung führt. Die Schwanzflossenbasis ist durch einen dunklen Fleck markiert, weitere, sichelförmige befinden sich an der Spitze der Rückenflosse und auf der Afterflosse. Die Bauchflossen können stimmungsabhängig mehr oder weniger rötlich sein, Rücken- und Afterflosse sind eher gelblich.

## Lebensweise
Die Kleine Segelflossenbarbe lebt in klaren, langsam fließenden Gebirgsbächen. Die Fische sind territorial und besetzen kleine Reviere. Die Weibchen legen ihre insgesamt 50 bis 70 haftenden Eier wie Keilfleckbärblinge an die Unterseite von großblättrigen Wasserpflanzen. Die Jungfische schlüpfen bei einer Wassertemperatur nach 24 Stunden, hängen zunächst an Wasserpflanzen und schwimmen nach weiteren fünf Tagen frei.